# Jan z Nassau
Jan I z Nassau (ur. ok. 1240, zm. 13 lipca 1309 w Deventer) – biskup-elekt Utrechtu w latach 1267–1288 z dynastii Nassau.

## Życiorys
Jan był synem hrabiego Nassau Henryka II i Matyldy z Geldrii. W 1267 został wybrany przez kapitułę w Utrechcie na tutejszego biskupa dzięki poparciu spokrewnionych z nim hrabiów Holandii i hrabiów Geldrii. Jednak wyboru tego nie zaakceptował papież Klemens IV oraz arcybiskup Kolonii, ponieważ Jan nie należał do stanu duchownego. Z tego powodu sprawował rządy w biskupim księstwie tylko jako biskup-elekt. 
Opowiedział się po stronie hrabiego Geldrii Ottona II w wojnie przeciwko arcybiskupowi Kolonii Engelbertowi z Falkenburga, jednak nie zdołał udzielić mu pomocy z powodu ataku na Utrecht ze strony mieszkańców północnej Holandii. Sam został zmuszony do ucieczki ze swej siedziby. Gdy chciał do Utrechtu powrócić, mieszczanie zrażeni do niego wskutek braku wsparcia w obliczu zagrożenia odmówili mu wjazdu do miasta. Odzyskał miasto dopiero po oblężeniu z pomocą geldryjską. Floris V wykorzystał udzielenie pomocy w przywróceniu porządku w księstwie do uzyskania decydującego wpływu na rządy w Utrechcie.
Rządy Jana w księstwie biskupim były nieudane. Na jego terytorium panował zamęt, Jan oddawał się natomiast przyjemnościom. Aby zdobyć pieniądze, zastawiał biskupie zamki oraz skonfiskował kwoty pochodzące z podatku od duchowieństwa zebranego na cele krucjat. Ten ostatni krok spowodował nałożenie na niego ekskomuniki przez arcybiskupa Kolonii i złożenie z urzędu przez kapitułę z udziałem Florisa V.